# Fatehgarh Sahib
Fatehgarh Sahib (en punyabí: ਫ਼ਤਿਹਗੜ੍ਹ ਸਾਹਿਬ ) es una ciudad de la India, centro administrativo del distrito de Fatehgarh Sahib, en el estado de Punyab.

## Geografía
Se encuentra a una altitud de 270 m s. n. m. a 85 km de la capital estatal, Chandigarh, en la zona horaria UTC +5:30.

## Demografía
Según estimación 2010 contaba con una población de 76 134 habitantes.